# Пастаса (провінція)
Пастаса (ісп. Pastaza) — провінція в східній частині Еквадору, населенням 83933 чол. (2010). Адміністративний центр — місто Пуйо.

## Географія
Рельєф головним чином гористий в західній частині провінції, стає більш плоским і рівнинним в міру просування на схід, до перуанського кордону. Найвища точка — 1820 м. Клімат — теплий і дуже вологий, особливо в західних передгір'ях. Середні температури: 18 — 24 °C. Через провінцію протікає річка Пастаса.
Пастаса — найбільша провінція Еквадору, відрізняється найбільшою біологічною різноманітністю і незайманою природою. Для мандрівників становить небезпеку велика кількість отруйних змій, скорпіонів і тарантулів, що мешкають тут.

## Адміністративний поділ

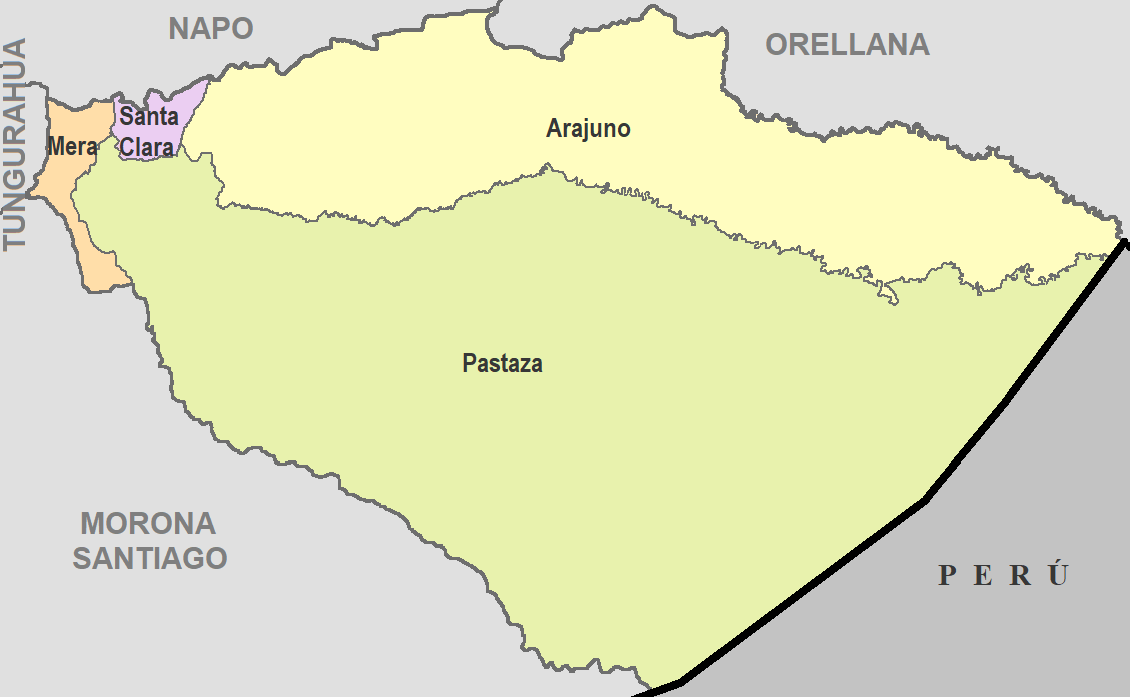
Кантони провінції Пастаса

В адміністративному відношенні провінція поділяється на 4 кантони:
| № | Прапор | Кантон                    | Населення, чол. (2010) | Адміністративний центр    |
| - | ------ | ------------------------- | ---------------------- | ------------------------- |
| 1 |        | Арахуно (Arajuno)         | 6 491                  | Арахуно (Arajuno)         |
| 2 |        | Мера (Mera)               | 11 861                 | Мера (Mera)               |
| 3 |        | Пастаса (Pastaza)         | 62 016                 | Пуйо (Puyo)               |
| 4 |        | Санта-Клара (Santa Clara) | 3 565                  | Санта-Клара (Santa Clara) |